# César Antonio Mosquera Corral

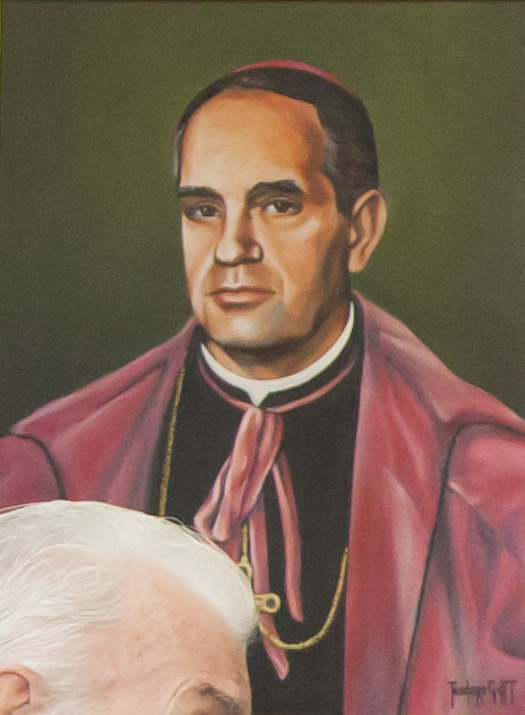
César Mosquera Corral

César Antonio Mosquera Corral (* 22. April 1896 in Riobamba, Ecuador; † 26. April 1971 in Cuenca) war zunächst Bischof, später erster Erzbischof von Guayaquil.

## Leben
Mosquera Corral erhielt am 1. Januar 1921 das Sakrament der Priesterweihe. Er war danach Gemeindepfarrer und Kaplan in Guaranda und San Luis. 1933 wurde er Generalvikar des Bistums Bolívar. 
Papst Pius XI. ernannte ihn am 18. September 1936 zum Bischof von Ibarra. Die Bischofsweihe spendete ihm am 24. Januar 1937 Carlos María de la Torre, Erzbischof von Quito. Mitkonsekratoren waren Alberto Maria Ordóñez Crespo, Bischof von Bolívar, und Daniel Hermida Ortega, Bischof von Cuenca. 
Papst Pius XII. ernannte ihn am 11. Oktober 1954 zum Bischof von Guayaquil. Als er am 22. Januar 1956 das Bistum Guayaquil zum Erzbistum erhob, wurde Mosquera dessen erster Erzbischof. 1962 gründete er die Universidad Católica Santiago de Guayaquil. Von 1962 bis 1965 nahm er am Zweiten Vatikanischen Konzil teil. Papst Paul VI. akzeptierte am 11. März 1969 sein aus gesundheitlichen Gründen eingereichtes Rücktrittsgesuch und ernannte ihn zum Titularerzbischof von Forum Novum. Diesen Titel legte Mosquera Corral am 27. Dezember 1970 nieder und starb vier Monate später, wenige Tage nach seinem 75. Geburtstag.